# Ліга національного визволення у Палестині
Ліга національного визволення у Палестині (араб. عصبة التحرر الوطني في فلسطين ʿuṣbat at-taḥrīr al-waṭaniyy fi filasṭīn) — політична партія в Палестині, заснована на початку 1944 року арабами-членами Комуністичної партії Палестини (де 1943 року відбувся розкол між євреями та арабами), Булусом Фарахом і його послідовниками, й «іншими радикальними інтелектуалами та профспілковими діячами».

## Історія
Серед засновників були Хайдар Абдель-Шафі, Мухліс Амер, Еміль Хабібі, Муфід Нашашібі та Еміль Тума. Ліга видавала газету «Аль-Іттіхад» у Хайфі, який продовжує видаватися. Це була єдина арабська палестинська партія, яка підтримала план ООН по розділенню Палестини 1947 року, відповідно до офіційної позиції Радянського Союзу.
У жовтні 1948 року, після утворення Держави Ізраїль, Ліга об'єдналася з партією Макі. Оскільки і арабські, і єврейські комуністи все ще сподівалися створити дві держави на умовах Плану поділу ООН, було вирішено, що партійні організації Макі та Ліги об'єднаються в областях, які ООН визначила належними до єврейської держави, тоді як Ліга продовжуватиме існувати як незалежна партія в районах Палестини, які за планом ООН мали бути частиною арабської держави. Лідери Ліги були додані до розширеного ЦК Макі. На практиці Ліга швидко припинила своє існування в Ізраїлі, за винятком назви, і в квітні 1949 року газета «Аль-Іттіхад» і її сестринська єврейська газета «Коль-га-Ам» перестали посилатися на Лігу. 20 липня 1949 року Єгипет знищив залишок Ліги, що існував у Газі, заарештувавши 33 людини. У 1951 році її члени на Західному березі приєдналися до Комуністичної партії Йорданії.

## Виноски
1. ↑  Beinin 40, 42
2. ↑  Beinin, Joel. Was the Red Flag Flying There?: Marxist Politics and the Arab-Israeli Conflict in Egypt and Israel, 1948—1965. Berkeley: University of California Press, 1990. pp. 51-52.
3. ↑  Beinin 52
4. ↑  Beinin, Joel. Was the Red Flag Flying There?: Marxist Politics and the Arab-Israeli Conflict in Egypt and Israel, 1948—1965. Berkeley: University of California Press, 1990. pp. 124-25.
5. ↑  Beinin, Joel. Was the Red Flag Flying There?: Marxist Politics and the Arab-Israeli Conflict in Egypt and Israel, 1948—1965. Berkeley: University of California Press, 1990. pp. 144.
6. ↑  Joel Beinin (1989). Intifada: The Palestinian Uprising Against Israeli Occupation. South End Press. ISBN 0-89608-363-2.